# هنري أرمسترونغ (سياسي)
هنري أرمسترونغ (بالإنجليزية: Henry Bruce Armstrong)‏ هو سياسي بريطاني (وحمل سابقاً جنسية المملكة المتحدة لبريطانيا العظمى وأيرلندا)، ولد في 27 يوليو 1844، وتوفي في 4 ديسمبر 1943. في الانتخابات الفرعية في مجلس العموم البريطاني ‏، انتخب عضو برلمان المملكة المتحدة الـ31 عن دائرة Mid Armagh (UK Parliament constituency) ‏ (23 يونيو 1921 – 26 أكتوبر 1922) وانتخب Member of the Senate of Northern Ireland ‏.